# Анастас Стумбов
Анастас Филипов Стумбов (на английски: Thomas Phillip Stumboff) е български общественик и революционер, деец на Вътрешната македоно-одринска революционна организация.

## Биография
Анастас Стумбов е роден в костурското село Вишени, тогава в Османската империя, днес в Гърция. Брат му Васил Стумбов е член на ВМРО в Бургас. Анастас се присъединява към ВМОРО през 1899 година. През 1902 година е пленен от гръцкия андарт Гицос, но успява да избяга и да му открадне пушката. През 1903 година участва в четите на Лазар Поптрайков и Иван Попов по време на Илинденско-Преображенското въстание. След потушаването на въстанието е арестуван и осъден на затвор, а след освобождението му е преследван от гърците, при една засада от тяхна страна един негов другар е убит, а Анастас помага на двама ранени да се спасят. През 1912 година емигрира в САЩ, първо във Форт Уейн, Индиана, а след това в Мансфилд, Охайо, където с жена си Катерина от Вишени и с дъщеря си Мария членуват в МПО „Охрид“.